# NBB Defensor do Ano
NBB Defensor do Ano é um prêmio do Novo Basquete Brasil dado desde a primeira temporada do NBB, em 2009 ao melhor defensor da temporada. O maior vencedor do prêmio é o ala-armador Alex Garcia, com todos os 5 prêmios. O prêmio é dado ao final da temporada, na festa de premiação do campeonato, um dia após o jogo final dos Playoffs. Antes do evento, 3 candidatos são anunciados e durante o evento o vencedor é escolhido.

## Vencedores
| ^           | Indica um jogador que continua ativo no NBB                        |
| *           | Eleito para o Naismith Memorial Basketball Hall of Fame            |
| Jogador (X) | Indica o número de vezes que o jogador foi nomeado Defensor do Ano |
| Time (X)    | Indica o número de vezes que um jogador desse time venceu          |

| Temporada | Jogador               | Posição     | Nacionalidade  | Time                | Ref.   |
| --------- | --------------------- | ----------- | -------------- | ------------------- | ------ |
| 2009      | Alex Garcia^          | Ala         | Brasil         | Lobos Brasília      | [ 1 ]  |
| 2009–10   | Alex Garcia^ (2)      | Ala         | Brasil         | Lobos Brasília (2)  | [ 2 ]  |
| 2010–11   | Alex Garcia^ (3)      | Ala         | Brasil         | Lobos Brasília (3)  | [ 3 ]  |
| 2011–12   | Alex Garcia^ (4)      | Ala         | Brasil         | Lobos Brasília (4)  | [ 4 ]  |
| 2012–13   | Alex Garcia^ (5)      | Ala         | Brasil         | Lobos Brasília (5)  | [ 5 ]  |
| 2013–14   | Alex Garcia^ (6)      | Ala         | Brasil         | Lobos Brasília (6)  | [ 6 ]  |
| 2014–15   | Alex Garcia^ (7)      | Ala         | Brasil         | Bauru               | [ 7 ]  |
| 2015–16   | Alex Garcia^ (8)      | Ala         | Brasil         | Bauru (2)           | [ 8 ]  |
| 2016–17   | Jimmy Dreher^         | Ala         | Brasil         | Mogi das Cruzes     | [ 9 ]  |
| 2017–18   | Jimmy Dreher^ (2)     | Ala         | Brasil         | Mogi das Cruzes (2) | [ 10 ] |
| 2018–19   | Jimmy Dreher^ (3)     | Ala         | Brasil         | Franca              | [ 11 ] |
| 2019–20   | Alex Garcia^ (9)      | Ala         | Brasil         | Minas               | [ 12 ] |
| 2020–21   | Rafael Mineiro^       | Pivô        | Brasil         | Flamengo            | [ 13 ] |
| 2021–22   | Corderro Bennett^     | Ala-armador | Estados Unidos | São Paulo           | [ 14 ] |
| 2022–23   | Corderro Bennett^ (2) | Ala-armador | Estados Unidos | São Paulo (2)       | [ 15 ] |

## Ligações Externas
- Página Oficial do NBB